# Loi forte des petits nombres
En mathématiques, la « loi forte des petits nombres » est la loi qui proclame de façon humoristique, selon les mots de Richard Guy (1988) :
« Il n'y a pas assez de petits nombres pour qu'ils satisfassent à toutes les exigences qu'on porte sur eux. »
Autrement dit, n'importe quel petit nombre apparaît dans bien plus de contextes qu'il ne semble raisonnable, ce qui fait naître de nombreuses coïncidences apparemment surprenantes en mathématiques, simplement parce que les petits nombres apparaissent si souvent alors qu'ils sont si peu nombreux. Quelques années avant (1980), cette « loi » a été énoncée par Martin Gardner. L'article de Guy donne trente-cinq exemples pour appuyer cette thèse. Cela peut conduire des mathématiciens inexpérimentés à conclure que ces concepts sont reliés, alors qu'ils ne le sont pas.
Guy a aussi formulé la « deuxième loi forte des petits nombres » :
« Quand deux nombres ont l'air égaux, ce n'est pas nécessairement le cas ! »
Guy explique cette dernière loi par le biais d'exemples : il cite de nombreuses suites pour lesquelles l'observation d'un petit nombre figurant parmi les premiers termes peut induire en erreur sur la formule générale ou la loi qui régit la suite. Beaucoup de ces exemples sont des observations d'autres mathématiciens.